# Lacanobia nevadae
Lacanobia nevadae är en fjärilsart som beskrevs av Augustus Radcliffe Grote 1876. Lacanobia nevadae ingår i släktet Lacanobia och familjen nattflyn. Inga underarter finns listade i Catalogue of Life.